# Sankt Willibald
Sankt Willibald est une commune autrichienne du district de Schärding en Haute-Autriche.